# محاصره قلعه تربت (۱۵۸۲)
محاصره قلعه تربت نبردی بود که در سال ۱۵۸۲ میلادی و مابین دو سپاه، یکی حکومت مرکزی صفویه (شاه محمد خدابنده) و دیگری به فرماندهی علی‌قلی‌بیگ گورکان شاملو و مرشد قلی‌خان سلطان استاجلو و به حمایت عباس میرزا (بعدا" شاه عباس یکم) روی داد. در این نبرد قلعه تربت توسط شاه محمد خدابنده محاصره شد. نتیجه نبرد و محاصره قلعه تربت، مصالحه ظاهری مرشد قلی‌خان سلطان استاجلو و شاه محمد خدابنده بود.
عباس میرزا (شاه عباس یکم) به همراه علی‌قلی‌بیگ گورکان شاملو در درگیری‌های خراسان، محاصره قلعه نیشابور، محاصره قلعه تربت و نبرد تیرپل علیه پدرش شاه محمد خدابنده (شاه وقت) جنگید.

## پیش زمینه
در آغاز سال ۹۹۰ قمری (۱۵۸۲ میلادی) محمدخان ترکمان و اسماعیل قلی‌بیگ شاملو از مشهد بازگشتند؛ و شاه محمد خدابنده و حمزه میرزا را از اتفاق‌های خراسان آگاه کردند. میرزا سلمان جابری اصفهانی و گروهی از سران طوایف تکلو و ترکمان به شاه پیشنهاد حمله به خراسان را دادند تا کشور از تجزیه شدن مصون باشد ولی سرداران شاملو و استاجلو در راستای اتحاد در برابر عثمانی، شاه را از جنگ داخلی بر حذر داشتند و جبهه خراسان و عباس میرزا را سدی در مقابل یورش ازبک‌ها می‌پنداشتند. در همان حال شاهوردی‌بیگ یکان استاجلو را برای پا درمیانی به خراسان گسیل داشتند تا از اتحاد و همبستگی بیشتر حکام خراسان با علی‌قلی‌بیگ گورکان شاملو جلوگیری کند و همچنین با اندرز و موعظه، برادرزاده خود مرشد قلی‌خان سلطان استاجلو را از همدستی و مشارکت با علی‌قلی‌بیگ گورکان شاملو منصرف ساخته و به یاری رساندن به مرتضی قلی‌خان پرناک ترکمان که هواخواه و فدایی دولت مرکزی (قزوین) است، ترغیب کند.

## لشکرکشی شاه محمد خدابنده به خراسان و قتل شاهوردی‌بیگ یکان استاجلو
پس از سه ماه گردآوری سپاه شاه محمد خدابنده، حمزه میرزا و میرزا سلمان جابری اصفهانی وزیر دربار و بسیاری از سران دولت مرکزی به سمت خراسان حرکت کردند. در راه شاهوردی‌بیگ یکان استاجلو که از خراسان بازمی‌گشت و نتیجه مذاکرات با سران خراسان را به شاه نقل کرد ولی در گزارش خود جانب برادرزاده خود را گرفت و در نتیجه مورد خشم شاه قرار گرفت و نهایتاً به تحریک دشمنان طایفه استاجلو کشته شد. قتل شاهوردی‌بیگ یکان استاجلو موجب شد مرشد قلی‌خان سلطان استاجلو و طایفه استاجلو در خراسان نسبت به حکومت شاه محمد خدابنده بدبین تر شوند و بر سرسختی شان در مخالفت با شاه بیفزایند.

## لشکرکشی به سوی سبزوار و سنگر گرفتن در قلعه‌های تربت و هرات
علی‌قلی‌بیگ گورکان شاملو و مرشد قلی‌خان سلطان استاجلو در خراسان پس از گردآوری سپاه به سمت سبزوار حرکت کردند. آنان وقتی از کثرت سپاه شاه محمد خدابنده مطلع شدند به سمت قلعه‌های مقر حکومتی خود عقب‌نشینی کردند و حالت تدافعی به خود گرفتند. علی‌قلی‌بیگ گورکان شاملو به پشت قلعه هرات و مرشد قلی‌خان سلطان استاجلو به پشت قلعه تربت سنگر دفاعی به خود گرفت.

## محاصره قلعه تربت
لشکر شاه محمد خدابنده پس از ورود به خراسان به قلعه تربت یورش برد و آنجا را محاصره کرد. شاه محمد خدابنده با وجود اینکه چندین بار با توپ به قلعه حمله کردند ولی نتوانستند به درون آن نفوذ کنند. میرزا سلمان جابری اصفهانی و سرداران تکلو و ترکمان درگرفتن قلعه و دستگیر ساختن مرشد قلی‌خان سلطان استاجلو کوشش زیادی کردند ولی پس از شش ماه محاصره و حمله‌های پیاپی کاری از پیش نبردند و مرشد قلی‌خان سلطان استاجلو از قلعه تربت دفاع کامل کرد و جمعی از سران ترکمان و تکلو را کشت.

## مصالحه
زمستان آن سال بسیار سخت شد. علی‌قلی‌بیگ گورکان شاملو و شاه عباس هم برای اینکه شاه محمد خدابنده را از محاصره تربت منصرف سازند، از هرات با سپاهی حدود ۷۰۰۰ نفر بیرون آمده در غوریان اردو زدند و از پیرامون به اردوی شاهی دستبرد می‌زدند و کاروان‌های آذوقه و مهمات را غارت می‌کردند. سرانجام در اوایل سال ۱۵۸۳ میلادی، میرزا سلمان جابری اصفهانی و امرای بزرگ به میانجی گری سرداران شاملو و استاجلوی سپاه شاهی (حکومت مرکزی) که پوشیده با مرشد قلی‌خان سلطان استاجلو رابطه داشتند با خان استاجلو مصالحه کردند. مرشد قلی‌خان سلطان استاجلو به ظاهر خود را فرمانبردار شاه محمد خدابنده و ولیعهدش حمزه میرزا شمرد و مقرر شد شاه هم دست از محاصره قلعه تربت بردارد.